# Илхан Кючюк
Илхан Ахмет Кючюк е български политик от Движението за права и свободи (ДПС), заместник-председател на ДПС. Той е член на Европейския парламент за трети мандат от групата на „Обнови Европа“.  През юли 2024г. Илхан Кючюк е избран за председател на Комисията по правни въпроси на Европейския парламент. 

## Биография
Илхан Кючюк е роден на 16 септември 1985 г. в Севлиево. Израства в близкото село Петко Славейков. Майка му е медицинска сестра, а баща му работи като електротехник. Средното си образование Илхан Кючюк завършва в Севлиево. В периода 2004 – 2008 г. завършва бакалавърска степен по политически науки и управление, а от 2005 до 2010 г. получава и магистърска степен по право, и двете във Великотърновския университет „Св. св. Кирил и Методий“. Участва в различни обучения и специализации като Академията за публични политики (Прага, Чехия), Международна лидерска академия (Гумерсбах, Германия), Програмата на департамента на САЩ по икономически, политически и социални въпроси на Европа и Програмата за външна политика към Россотрудничество, Русия. През 2012 г. завършва Българско училище за политика „Димитър Паница“ и участва в Световния форум по демокрация в Страсбург, Франция. През 2014 г. специализира в Националното висше училище по администрация на Франция (ENA).

### Личен живот
Илхан Кючюк е семеен с едно дете.

## Кариера
Илхан Кючюк е член на младежката организация на ДПС от 2005 г., като през годините се занимава с различни дейности в рамките на организацията. В периода 2009 – 2012 г. е член на Централния оперативен съвет на Младежко ДПС с ресор „Вътрешна политика, медийна политика и ПР“. На VI Национална конференция, проведена на ноември 2012 г., е избран за председател на Младежко ДПС, а през април 2016 г., по време на VII Национална конференция, е преизбиран за председател на организацията. Г-н Кючюк е председател на Младежко ДПС в периода 2012 – 2020 г. През 2010 г. става част и от Управителния съвет на Национален младежки форум (НМФ), а през 2011 г. е избран за негов заместник-председател.
На изборите за европейски парламент през 2014 г. Кючюк е избран за депутат от квотата на ДПС. През ноември 2015 г. е избран за вицепрезидент на Алианса на либералите и демократите за Европа, а през октомври 2019 г. е преизбиран на поста с най-висок резултат сред всички кандидати. 
Член е на Комисията по външни работи (AFET), заместващ член в Комисията по транспорт и туризъм (TRAN) и Комисията по правни въпроси (JURI). Илхан Кючюк е първи заместник-председател в Делегацията на съвместния парламентарен комитет ЕС-Турция и заместващ член в Делегацията за връзки с Арабския полуостров.
От ноември 2014 до ноември 2017 г. е член на Комитета по човешки права на Либералния интернационал. През декември 2017 г. Кючюк е избран за вицепрезидент на партия АЛДЕ, а през октомври 2019 г. е преизбиран с най-висок резултат сред всички кандидати.
При проведените избори на 26 май 2019 г. той е избран с нов петгодишен мандат за член на Европейския парламент от листата на ДПС.
В периода юни 2021г. до октомври 2024г. Илхан Кючюк е съпредседател на партия „Алианс на либералите и демократите за Европа.  Избран е за член на делегацията на ЕП в Конференцията за бъдещето на Европа заради усърдната си работа в Комисията по външни работи на ЕП като отговаря за приоритетната тема „ЕС по света“.
Илхан Кючюк е постоянен докладчик на ЕП по докладите за Северна Македония, Узбекистан, Андора, Монако и Сан Марино.
При проведените избори на 26 май 2019 г. той е избран с нов петгодишен мандат за член на Европейския парламент от листата на ДПС. Третият му мандат, след изборите през 2024 г., е от същата партия.

## Награди и отличия
През октомври 2017 г. Кючюк е отличен с почетен знак на община Севлиево заради активната му обществена дейност сред младите хора в общината.
През март 2018 г. получава наградата „Евродепутат на годината“ в категория „Култура и медии“.
През юли 2019 г. евродепутатът Илхан Кючюк е удостоен с почетния орден на Народното събрание на Азербайджан, а през ноември 2019 г. е награден с почетния орден на външно министерство на Република Азербайджан (Centenary Medal). Отличията Кючюк получава за активната си дейност в насърчаването и развитието на двустранните отношения между Република Азербайджан и Република България.
През януари 2020 г. е отличен с награда от Съвета на мароканците по света за популяризирането на мароканската култура в България и насърчаването на двустранните отношения между Европейския съюз и Кралство Мароко.
През септември 2022 г. Илхан Кючюк е удостоен с почетното звание "Доктор хонорис кауза" от Американския университет в Европа-ФОН. Почетното звание е присъдено за приноса му в развитието на научното и образователното сътрудничество, както и за сближаването и утвърждаването на европейските ценности и култура във висшето образование.  
През ноември 2022г. Илхан Кючюк получава наградата „Пламъкът на свободата“ в Букурещ, Румъния. 
През януари 2023г. Илхан Кючюк получава наградата „Прогресивен лидер на годината“ от Дарик радио. Наградата се връчва на личност, за която екипът на медията счита, че е лидер на мнение в българското общество. 
През април 2023 г. Илхан Кючюк получава почетното звание „Доктор хонорис кауза“ от Висшето училище по телекомуникации и пощи. Почетното звание се присъжда за особения му принос в развитието на образователното сътрудничество и утвърждаването на европейските ценности във висшето образование.
През ноември 2023г. Илхан Кючюк получава почетното звание "Доктор хонорис кауза" от Университета по световна икономика и дипломация в Ташкент, Узбекистан. 

През декември 2023г. Илхан Кючюк получава награда за защита на човешките права. Призът се връчва на Кючюк за неуморната му работа в защита на човешките права и в частност, на правата на уйгурите в Синцзян. 
През април 2024г.  в зала "Zuccari" на италианския Сенат Илхан Кючюк е удостоен с престижната международна "Джовани Малагоди". Тя е учредена от фондацията "Луиджи Ейнауди" е се връчва за първи път. Учредената международна награда на името на бившия председател на Сената Джовани Малагоди, се присъжда на българския евродепутат за това, че посвещава живота си в разпространяване на високи принципи на свобода и отговорност в резултат на учението на Джовани Малагоди.  
През октомври 2024г. Илхан Кючюк  получава наградата "Либерал на годината". Наградата се присъжда на Кючюк за усилията му в укрепване на либерализма на Балканите и в Източна Европа и за неговата отдаденост да отстоява и защитава демокрацията,  в отговор на автократичното ръководство, нарастващия популизъм и опитите за подхранване на политическата фрагментация. 

## Публикации
- „Балансиращата роля на ЕС в Централна Азия”, автори Илхан Кючюк, Валентин Тончев, в-к „24 часа“, 04.12.2020 г.
- The current momentum for EU – Uzbekistan relations is very positive by Ilhan Kyuchyuk, Diplomatic World Uzbekistan, pp. 36 – 37
- „Изборите в Северна Македония: Решаващ тест за демократична зрялост”, автор Илхан Кючюк, в-к „24 часа“, 30.06.2020 г.
- „Как да осигурим европейско бъдеще за Западните Балкани”, автор Илхан Кючюк, в-к „24 часа“, 16.03.2020 г.
- EU enlargement needs better strategic communication, by Ilhan Kyuchyuk, Euractiv.com, 12.03.2020
- Migration can only be tackled by the EU as a whole, by Ilhan Kyuchyuk, Euractiv.com, 20.07.2018
- A year of opportunity for the Balkans, by Ilhan Kyuchyuk, Euractiv.com, 18.04.2018
- „Бъдещето на ЕС след Брекзит”, автор Илхан Кючюк, в-к „Стандарт“, 04.10.2017 г.
- The strongest candidate from Eastern Europe for UN top job is a woman, by Ilhan Kyuchyuk, Euractiv.com, 01.09.2016
- „Преговорите за остров Кипър или последният шанс за обединение”, автор Илхан Кючюк, в-к „24 часа“, 28.06.2017 г.
- „Истинската причина защо британците трябва да гласуват за оставане в ЕС”, автор Илхан Кючюк, в-к „24 часа“, 20.06.2016 г.
- „Великобритания без ЕС е просто Британия”, автор Илхан Кючюк, в-к „Стандарт“, 11.04.2016 г.
- Ilhan Kyuchyuk: The Bulgarian MEP devastated by Brexit, Politico, 27.09.2016
- „Либерални възможности пред европейския кръстопът”, автор Илхан Кючюк, Ilhankyuchyuk.eu, 09.05.2015 г.